# 国際連合安全保障理事会決議2016
国際連合安全保障理事会決議2016（こくさいれんごうあんぜんほしょうりじかいけつぎ2016、英: United Nations Security Council Resolution 2016: UNSCR2016）は は、2011年10月27日に国際連合の安全保障理事会において採択された、リビア情勢についての決議。

## 概要
国連安保理決議2016は、2011年リビア内戦の終結とムアンマル・アル=カッザーフィー (カダフィ) の死後に伴い、リビアにおける「前向きな進展」("positive developments") を認識し、全会一致で採択された決議。民間人を保護するための「あらゆる必要な措置」("all necessary measures") をとることを加盟国に認め、多くの外国軍による軍事介入の法的根拠となった安保理決議1973の終了日を2011年10月31日のリビア現地時間23時59分と規定。決議1973で設定された飛行禁止区域も同日解除した。

## 内容
以下を決議した。
- リビア当局に対し、恣意的な拘束を含む報復を控え、報復、不当な投獄、超法規的処刑を防ぐために必要なあらゆる手段を講じるよう求め、外国人及びアフリカ移民を含む国民の保護に対するリビア当局の責任を強調。
- 加盟国に対し、国際人権法および国際人道法の違反に対する不処罰をなくすための努力において、リビア当局と緊密に協力することを要請。
- 決議第1973号 (2011) の文民保護に関するパラ4および5の規定、および飛行禁止区域に関するパラ6から12までの規定を、2011年10月31日のリビア現地時間23時59分に終了すると決定。

## 投票結果
| 賛成 (15) | 棄権 (0) | 反対 (0) |
| --- | -------- | -------- |
| - アメリカ合衆国 - イギリス - ガボン - コロンビア - ナイジェリア - フランス - ボスニア・ヘルツェゴビナ - ポルトガル - 南アフリカ共和国 - レバノン - インド - 中国 - ドイツ - ブラジル - ロシア |          |          |

* 常任理事国は太字で表記。

## 主な議論
採択後のコメントで各理事国は次のように述べた。
- 英国代表ウィリアム･ヘイグ外相 -「リビアの平和で民主的な未来に向けた一里塚」("milestone towards a peaceful, democratic future for Libya"[2])
- 米国代表スーザン・ライス大使 - 「安全保障理事会の経験における誇らしい一章」("a proud chapter in the Security Council's experience"[2])
- ロシア代表ヴィタリー･チュルキン大使 - 「NATO理事会がこの決定に従って行動することを期待する」("expect the NATO council to act in accordance with this decision"[3])